# Lasianthus subaureus
Lasianthus subaureus är en måreväxtart som beskrevs av William Grant Craib. Lasianthus subaureus ingår i släktet Lasianthus och familjen måreväxter. Inga underarter finns listade i Catalogue of Life.